# کشتی جهنمی

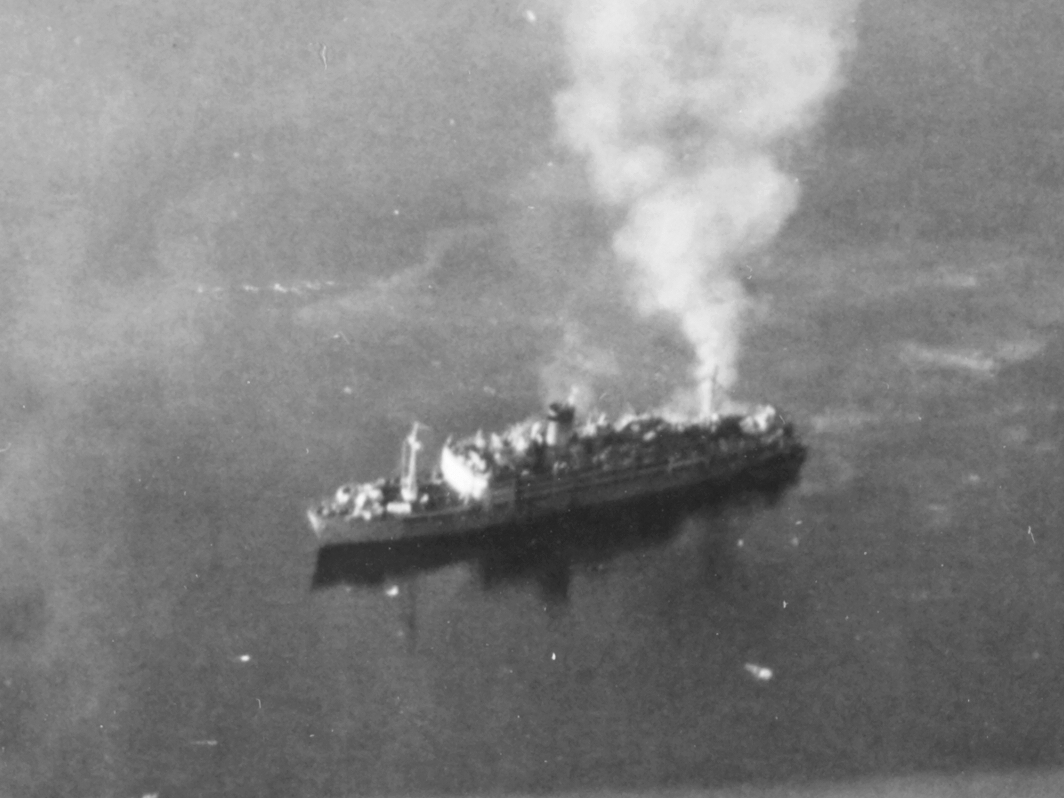
کشتی اویوکو مارو

کشتی جهنمی (انگلیسی: Hell ship) کشتی ای است با شرایط زندگی بسیار غیرانسانی یا دارای معروفیت به ظلم در بین خدمه. در حال حاضر به‌طور کلی به کشتی‌هایی گفته می‌شود که نیروی دریایی امپراتوری ژاپن و نیروی زمینی امپراتوری ژاپن برای انتقال اسیران جنگی در جنگ جهانی دوم استفاده می‌شد.